# Котляр, Николай Алексеевич
Николай Алексеевич Котляр (18 декабря 1929, Софьевка — 2 мая 2007, Пенза) — советский и российский музыкант, хормейстер, дирижёр, заслуженный деятель искусств РСФСР (1960). 

## Биография
Родился Николай Котляр 18 декабря 1929 года в селе Софьевка Пензенского района.
B 1950 году завершил обучение в Пензенском музыкальном училище, в 1955 году успешно окончил обучение в Саратовской консерватории имени Л.В. Собинова. Вернулся работать в родное музыкальное училище. 
С 1955 по 2007 годы возглавлял крупные музыкальные учреждения города Пензы, в том числе с 1981 по 1990 годы работал в должности директора детской музыкальной школы №4 города Пензы.
В 1959 году организовал музыкальную деятельность городского академического хора, который стал широко известен за пределами региона. В 1960 году коллектив успешно выступил на сцене Кремлёвского театра, в Колонном зале Дома Союзов. 
B 1970-x годах Николай Алексеевич создал и организовал работу академического хора и народной консерватории при доме культуры имени C.M. Кирова. В 1980-x успешно организовал деятельность женского академического камерного хора Детской музыкальной школы №4.
В 1990-х годах руководил мужской хоровой капеллой при Пензенском политехническом институте, возглавлял народную хоровую капеллу областного научно-методического центра народного творчества.
C 1998 года до последних дней своей жизни руководил хором ветеранов войны и труда «Русь». Являлся членом Международного союза музыкальных деятелей России.
Проживал в Пензе. Умер 2 мая 2007 года.

## Награды
- Заслуженный деятель искусств РСФСР (06.12.1960).

## Память
В 2022 году решением депутатов Пензенского городского совета детской музыкальной школе №4 города Пензы было присвоено имя Николая Котляра. Установлена памятная мемориальная доска.